# Stari grad Čakovec
Stari grad Čakovec ili Stari grad Zrinskih, utvrđeni plemićki dvorac u središtu grada Čakovca, sjedišta Međimurske županije, sjeverna Hrvatska. U doba najveće moći velikaške obitelji knezova Zrinskih (16. i 17. stoljeće) bio je njihovo glavno sijelo i rezidencija hrvatskog bana u kojoj su povremeno održavane banske konferencije. Najveći je i najvažniji graditeljski objekt te vrste u županiji, djelomično dobro očuvan i u novije vrijeme povremeno obnavljan, te kulturno-povijesno valoriziran i kategoriziran. Prema ranijoj nomenklaturi nosio je epitet spomenika nulte kategorije, a po sada važećoj kategorizaciji od dana 19.11.2007. godine razvrstan je u kulturno dobro od nacionalnog značaja s oznakom N-23 i klasificiran u profanu graditeljsku baštinu. U njemu je danas smješten raznovrstan i vrijedan stalni izložbeni postav Muzeja Međimurja. Cijeli se fortifikacijsko-smještajni kompleks Starog grada nalazi okružen prostranom parkovnom arhitekturom Perivoja Zrinskih.

## Povijesni pregled
Prvi se put spominje u 13. stoljeću kao toranj ili kula (Čakov turen) jednostavnije fortifikacijske konstrukcije, izgrađen od drvenih elemenata. Njegov je utemeljitelj ugarski grof Dimitrije ili Dmitar Čak (mađ. Demeter Csák), po kojem je grad Čakovec dobio ime. Nešto poslije se već navodi kao utvrda, odnosno utvrđeni grad (lat. castrum), u jednoj ispravi kralja Karla Roberta Anžuvinskog od 27. lipnja 1333. godine.
Vlasnici utvrde, ujedno gospodari Čakovca i vlastelinstva Međimurje, često su se tijekom godina i stoljeća mijenjali. Utvrda se u više navrata rekonstruirala i nadograđivala, posebice u razdoblju vladavine obitelji Zrinski (1546-1691.) i Althan (1719-1791.). Osim njih, Čakovcem su gospodarili članovi plemićkih obitelji Buzad-Hahold [mađ. Buzád-Hahót] (13. stoljeće), Gising [njem. Güssing]  (Henrik Gising spominje se 1267. godine), zatim Lacković (1350-1397.), Kaniški [Kanižaj, mađ. Kanizsai] (1397-1405.), grofova Celjskih (1405-1461.), Lamberg, Ernušt (1473-1540.), Keglević (1540-1546.), Turinetti de Prié (1695-1702.), Čikulin (1715-1719.), i na koncu, od 1791. do 1923., Feštetići.
U 16. stoljeću hrvatski ban Nikola Šubić Zrinski, koji je došao u posjed Međimurja 1546. godine, pretvara čakovečki kastrum u utvrđeni renesansni dvor (lat. castellum), branjen bedemima i bastionima, te okružen opkopima napunjenima vodom, o čemu govori jedan dokument Zrinskog iz 1559. izdan međimurskim pavlinima, u kojem se navodi obveza kmetova za sudjelovanje u građevinskim radovima na objektu. Najsjajnije godine dvor bilježi za života bana Nikole Zrinskog Čakovečkog (*1620-†1664.), kada ga posjećuju i podrobnije opisuju strani znanstvenici, diplomati i putopisci poput Nizozemca Jakoba Tolliusa (1661. godine) i Turčina Evlije Čelebija (1660. godine). U to je vrijeme u njegovim prostorijama bila smještena znamenita Bibliotheca Zriniana, bogata Nikolina zbirka knjiga.
Odlaskom Zrinskih s povijesne scene 1691. godine kompleks Starog grada, poslije nekoliko kratkotrajnih promjena vlasnika, dolazi 1719. u ruke grofova Althan. U njihovo se vrijeme događa veliki zemljotres 30. travnja 1738. godine, nakon čega na starim temeljima počinje izgradnja barokne palače utvrđene zidinama, kakav izgled u osnovi zadržava do danas. Althani prodaju 1791. za 1,6 milijuna forinti cijelo svoje međimursko imanje grofovima Feštetićima, plemićkoj obitelji podrijetlom iz Hrvatske, ali tada već mađariziranoj. Oni u 19. stoljeću postupno na svojim posjedima provode industrijalizaciju, pa tako i čakovečki Stari grad djelomično koriste u gospodarske svrhe, otvorivši pogon za proizvodnju šećera.
Nakon prvog svjetskog rata Feštetići se 1923. povlače, a dvorac kupoprodajom dolazi u ruke najprije trgovačkom društvu „Slavonija" d.d. iz Zagreba, koje se bavilo prometom drva, a zatim od 1933. Udruženju zanatlija iz Čakovca. Za vrijeme drugog svjetskog rata u njemu je djelovala mađarska okupacijska vlast, a od 1946. do 1954. godine Ekonomska škola i đački dom. Novoosnovani Muzeja Međimurja preuzima objekt 1954. i ima tu svoje sjedište do danas.

## Arhitektura
Čakovečki se Stari grad sastoji od vanjskih obrambenih zidina, bastiona, koje čine tlocrtno peterokutni oblik, te su u današnjem obliku izgrađeni većinom u 16. i 17. stoljeću. Ti bastioni jedinstveni su u Hrvatskoj po tome jer nisu zemljani već su sagrađeni od opeke. Monumentalne zidine, čija se debljina na nekim mjestima mjeri metrima, uokviruju vanjsko dvorište, koje pak razdvaja zidine i palaču, centralni objekt čitavog fortifikacijsko-smještajnog kompleksa.
Unutrašnja četverokutna palača podignuta je vjerojatno za vrijeme obitelji Ernušt (15. i 16. st.), pregrađena u razdoblju Zrinskih (16. i 17. st.), a današnji je oblik dobila u doba češko-austrijske obitelji Althan oko 1743. godine, tijekom rekonstrukcije poslije razornog potresa 1738., koja je stari renesansni dvor pretvorila u monumentalnu baroknu palaču. Taj se unutrašnji objekt kompleksa čakovečke utvrde još naziva i Novi dvor. Arhitekt ove građevine bio je bečki dvorski arhitekt Anton Erhard Martinelli. On je prijašnjoj jednokatnoj palači dogradio drugi kat, a potresom uništeni toranj premjestio s palače, gdje se nalazio ranije, na glavnu vanjsku ulaznu kulu, na kojoj je i danas. Unutar „Novog dvora“ nalazi se popločano unutrašnje dvorište iz kojeg se ulazi u zgradu na glavni, povišeni ulaz, ukrašen nizom arkada, te na nekoliko sporednih ulaza u prizemlju.
Oko zidina stoljećima su postojali široki opkopi ispunjeni vodom, koja je dotjecala iz male međimurske rijeke Trnave, čiji je izvor u nekoliko kilometara udaljenom briježnom dijelu Međimurja. Kasnije je Trnava preusmjerena, kako ne bi protjecala središtem Čakovca. Prestankom turske opasnosti, opkopi su s vremenom skoro potpuno isušeni, osim jednog jezera sa sjeverne strane utvrde, koje je postojalo još u sedamdestim godinama 20. stoljeća, a onda je i ono isušeno. Tako je nekadašnji srednjovjekovni nizinski utvrđeni grad (burg) okružen širokim vodom napunjenim jarcima (u njemačkoj stručnoj nomenkalturi poznat kao Wasserburg) izgubio svoje puno značenje. Preko vodenog okruženja u dvorac se ulazilo sa sjeverne strane, dugačkim drvenim mostom koji je vodio do glavne ulazne kule. Danas se na tom mjestu nalazi kratak kameni mostić.
Oko cijelog arhitektonskog sklopa nalazi se održavani park, bogat raznovrsnim drvećem, grmljem i cvjetnim površinama, te pun različitih spomenika (kipovi, biste, spomen-obilježja i drugo), koji nosi ime po svojim najeminentnijim bivšim vlasnicima - Perivoj Zrinskih.

## Stari grad danas
Čakovečki Stari grad danas je simbol identiteta i tradicije Međimurja. Jedan je od najočuvanijih kulturno-povijesnih spomenika bogate prošlosti međimurskog kraja i sa svojim kulama, zvonikom, palačom i zidinama predstavlja skladnu arhitektonsku cjelinu. Već desetljećima kategoriziran kao spomenik kulture nulte kategorije, prema novoj je kategorizaciji od dana 19.11.2007. godine razvrstan u kulturno dobro od nacionalnog značenja (s oznakom N-23), a klasificiran je u profanu graditeljsku baštinu. U njemu se nalaze bogata arheološka, etnografska, kulturno-povijesna i povijesna zbirka te izložbeni salon likovne galerije Muzeja Međimurja.

## Galerija
- Pogled na kompleks Starog grada Zrinskih iz ptičje perspektive
- Ulazni bastion Starog grada s unutrašnje strane
- Novi dvor, danas Muzej Međimurja Čakovec
- "Oproštaj" - spomenik Zrinskima i Frankopanima u dvorištu Starog grada
- Zimski ugođaj kod ulaznog bastiona
- Kod Starog grada održavaju se sportske i druge manifestacije
- Topovski otvor na sjeverozapadnoj kuli
- Unutrašnja palača (Novi dvor) s južne strane
- Prikaz čakovečke utvrde 1640. godine kada je u njoj stolovao Nikola Zrinski
- Atrij palače Zrinskih s arkadama
- Pripadnici "Zrinske garde" kod spomenika u dvorištu Starog grada
- Refleksija Starog grada u vodi snimljena za vrijeme poplave u travnju 2013.
- Otvorenje izložbe povodom 350. obljetnice pogibije Nikole Zrinskog Čakovečkog, nekadašnjeg vlasnika Starog grada
- Spomen-ploča Nikoli Šubiću Zrinskom Sigetskom u ulaznom bastionu, postavljena povodom 450. obljetnice opsade Sigeta
- Spomen-ploča postavljena 1971. godine na ulaznoj kuli povodom 300. obljetnice smaknuća Petra Zrinskog i Frana Krsta Frankopana

## Vanjske poveznice
- Povijest Starog grada Zrinskih  Arhivirana inačica izvorne stranice od 31. kolovoza 2011. (Wayback Machine)
- Prikaz Starog grada, kulturne znamenitosti Čakovca, prije obnove unutrašnje barokne palače  Arhivirana inačica izvorne stranice od 21. srpnja 2012. (Wayback Machine)
- Stari grad Zrinski – turistička atrakcija
- Opis Čakovca nizozemskog znanstvenika Jakoba Tolliusa iz 1661.
- Dvorci i kurije